# Black Sun Empire
Black Sun Empire (дослівний переклад з англійської — Імперія Чорного Сонця. Black Sun взято з назви одного з всесвітів із «Зоряних воєн») — нідерландський гурт, який грає електронну музику у стилі драмендбейс. Склад — Рене Вердюлт та брати Міша та Мілан Хейбури. Гурт базується у м. Утрехт. 

## Біографія
Хлопці почали спільну роботу ще у 1993 році, але до драменбейсу дійшли у 1995 році. Відомими вони стали лише у 1999 році, коли почали видаватися на таких лейблах як Piruh і A New Dawn.
Проривом для гурту стало знайомство з британським музикантом DJ Trace і випуск на його лейблі DSCI4 EP «Smoke». Після цього Black Sun Empire стрімко набирають популярність та отримують визнання провідних діджеїв всього світу. В 2002 році гурт відкриває однойменний лейбл Black Sun Empire Recordings, дебютна платівка якого— «The Rat / B’Negative» — стає бестселером. Хлопці починають активно співпрацювати з іншими dnb-музикантами; на їх лейблі видаються численні спільні роботи, в тому числі з такими виконавцями, як Concord Dawn, Rawthang та Benjie.
На початку 2004 року гурт випускає дебютний альбом під назвою «Driving Insane», який майже зразу стає класикою даркстепу та нейрофанку. З виходом «Driving Insane» остаточно формується провідний стиль гурту — вкрай технічний та жорсткий, з елементами трансу та ембієнту.
В 2005 році гурт продовжує активну творчу та гастрольну діяльність. В кінці 2005-початку 2006 виходить новий альбом «Cruel & Unusual».
Після цього хлопці видали ще кілька успішних альбомів: «Endangered Species» (2007), «Lights & Wires» (2010), «From the Shadows» (2012), «Variations On Black» (2013).
17 лютого 2017 року Black Sun Empire випустили сингл «The Veil / Catalyst» за участю Noisia та Pythius.

## Дискографія

### Альбоми
- «Driving Insane» (2004)
- «Cruel & Unusual» (2005)
- «Endangered Species» (2007)
- «Lights & Wires» (2010)
- «From the Shadows» (2012)
- «Variations On Black» (2013)
- «The Wrong Room» (2017)

### Сингли і EP
- Voltage / Skin Deep 12" (Piruh, 2000)
- The Silent / Bombrun 12" (Piruh, 2001)
- Mutationz EP 12" (DSCI4EP01, 2001)
- 23 degress from vertical LP" (DSCI4LP001, 2001)
- Vessel / Fragment 12" (A New Dawn, 2002)
- Smoke EP (DSCI4, 2002)
- The Rat / B’Negative 12" (Black Sun Empire, 2002)
- Smoke EP (DSCI4, 2002)
- PEN007 - Telekinetic remix(12") (10/07/2002)
- NRV005 - Recharger remix(12") (04/10/2002)
- Transglobal Volume 2 12" (Transparent, 2003)
- Stone Faces / AI 12" (Black Sun Empire, 2003)
- BSE002 - The Sun/Epilogue(12") (28/01/2003)
- BSE003 - Epilogue VIP/The Pursuit(12") (25/03/2003)
- CITRUS009 - Unicorn MF remix/Skin Deep remix(12") (10/07/2003)
- TPT005 - Gunseller(12") (03/09/2003)
- BSE005 - Scorned/Ai VIP(12") (17/09/2003)
- BSESAM001 - The Sun VIP/Boris the Blade(12") (01/04/2004)
- BSELP001 - Driving Insane(LP) (01/05/2004)
- BSECD001 - Driving Insane + mix (CD) (01/05/2004)
- RL005 - Release Me(12") (25/06/2004)
- BSE006 - Insiders/Hydroflash(12") (13/09/2004)
- OBSE001 - Sahara/Cryogenic(bse remix)(12") (01/11/2004)
- ILL004 - B'Negative remix/Soulshaker remix(12") (10/11/2004)
- OBSE002 - Centerpod/Stranded(12") (01/01/2005)
- Endangered Species Part 1 EP (Black Sun Empire, 2006)
- Endangered Species Part 2 EP (Black Sun Empire, 2007)
- Endangered Species Part 3 EP (Black Sun Empire, 2008)
- Black Sun Empire - Hypersun / Cold Crysis 12" (Shadows Of The Empire, 2009)
- BSE011 - Black Sun Empire & Eye D - Milkshake, Brainfreeze (Black Sun Empire Recording 2009 )
- BSE012 - Alvin Risk & Bulletproof-One /Black Sun Empire & Counterstrike-Traum-(Black Sun Empire Recording 2011)
- From the Shadows (Remix EP) (2013, Black Sun Empire Recordings)
- Hideous Remixes with Noisia (2014, Blackout Music NL)
- Until the World Ends with State of Mind (2015, Blackout Music NL)
- The Violent Five with State of Mind (2016, Blackout Music NL)
- «The Message» (with Prolix, 2018, Blackout Music NL)
- «Surge Engine / Ripsaw» (2018, RAM Records)
- Mud EP (2020, Blackout Music NL)